# Opera Margrabiów
Opera Margrabiów (niem. Markgräfliches Opernhaus) – gmach opery w Bayreuth zbudowany w latach 1745–1750 według projektu Giuseppe Galli da Bibiena na zlecenie margrabiny Wilhelminy, żony Fryderyka, margrabiego Brandenburgii-Bayreuth; przykład barokowej architektury teatralnej.

## Historia
Fasadę z piaskowca i budynek zaprojektował Joseph Saint-Pierre. Zostały one ukończone dwa lata po inauguracji opery, która miała miejsce we wrześniu 1748 roku podczas ślubu córki Wilhelminy, Elżbiety Fryderyki Zofii i księcia Karola Eugeniusza Wirtemberskiego.
W czerwcu 2012 gmach opery został wpisany na listę dziedzictwa kulturowego UNESCO.